# Pollaplonyx puchneri
Pollaplonyx puchneri är en skalbaggsart som beskrevs av Keith 2008. Pollaplonyx puchneri ingår i släktet Pollaplonyx och familjen Melolonthidae. Utöver nominatformen finns också underarten P. p. hubeicus.